# Amanda Beard
Amanda Beard (Newport Beach, Kalifornija, 29. listopada 1981.) je američka plivačica.
Dvostruka je olimpijska pobjednica i svjetska prvakinja u plivanju.